# Rhys Thomas (Adliger)
Rhys Thomas (auch Rice William) († 1577) war ein walisischer Adliger. 
Rhys Thomas entstammte der alten walisischen Familie Thomas. Er war der zweite, aber älteste überlebende Sohn von Sir William Thomas aus Carmarthenshire. Nach dem Tod seines Vaters 1542 erbte er Aberglasney und weitere Besitzungen in Carmarthenshire. Bereits durch seine Großmutter mütterlicherseits, die der Familie Griffith aus Penryhn in Caernarvonshire entstammte, hatte er Kontakte nach Nordwales. Seine Heirat mit Jane, der Witwe von Edward Griffith aus Penrhyn, verstärkte diese Beziehungen. Seine Frau war zudem eine Tochter von Sir John Puleston aus Caernarvon und brachte als Mitgift umfangreiche Besitzungen in Caernarvonshire und Anglesey in die Ehe. Thomas verlegte daraufhin seinen Wohnsitz nach Llanfair Isgaer unweit von Caernarvon. Er pachtete von der Krone, von der Familie seiner Frau und vom Earl of Leicester weiteren Grundbesitz und kaufte 1553 die Güter Cemmaes auf Anglesey und Aber in Caernarvonshire. Thomas blieb aber weiterhin auch Südwales verbunden und diente ab 1552 als Friedensrichter und 1565 als Sheriff von Carmarthenshire. 1563 war er Sheriff von Anglesey und 1573 von Caernarvonshire.
Vermutlich begann er mit Bau des Herrenhauses von Pen-y-Bryn bei Aber. Sein Erbe wurde sein Sohn William.